# Isoperla albanica
Isoperla albanica är en bäcksländeart som beskrevs av Aubert 1964. Isoperla albanica ingår i släktet Isoperla och familjen rovbäcksländor. Inga underarter finns listade i Catalogue of Life.